# Skull Murphy
John Joseph Murphy (Hamilton, Ontario; 7 de diciembre de 1930 - Charlotte, Carolina del Norte; 23 de marzo de 1970), más conocido en el ring como Skull Murphy. fue un luchador profesional canadiense. Trabajó en Jim Crockett Promotions, World Wide Wrestling Federation y en la Georgia Championship Wrestling en Estados Unidos. En la década de 1960, junto con Brute Bernard ganaron importantes campeonatos en parejas incluyendo el Campeonato en Parejas de los Estados Unidos de la WWWF.

## Vida personal
Murphy creció en Hamilton, Ontario. Cuando era niño, desarrollo una extraña enfermedad que impedía el crecimiento de cabello en el cuerpo. Asistió a Hamilton Central Technical School donde se reunió con el luchador profesional Chuck Molnar. Murphy, convencido por Molnar para ser luchador profesional empezó a entrenar en la YMCA bajo la tutela de Jimmy Simms.

## Carrera

### Inicio
Murphy debutó como luchador en el año 1952, a la edad de 22 años. Participó luchando en Welland (Ontario) en la Kasaboski's Northland Wrestling Enterprises al noreste de Ontario. Pronto comenzó a competir en diversas promociones de los Estados Unidos, incluyendo Jim Crockett Promotions. En 1959, estuvo en la Georgia Championship Wrestling, donde tuvo un Feudo con Dickie Gunke. Murphy se enfrentó a Gunke donde el boxeador profesional Joey Maxim. El ganador resultó ser Gunke y Murphy desafió a Maxim en una pelea “Luchador vs. Boxeador”. El encuentro se realizó una semana después y el ganador resultó ser Murphy.
Murphy compitió en la Georgia Championship Wrestling durante muchos años. En su estadía, logró ganar 5 campeonatos en 1961. Obtuvo tres veces el NWA Southern Heavyweight Championship (Georgia Versión) y junto con Gypsy Joe logró ganar el NWA International Tag Team Championship (Georgia Versión) y el NWA Southern Tag Team Championship (Georgia Versión).

### Compañero de Brute Bernard
Murphy se convirtió en el compañero de Brute Bernard, un luchador también canadiense. Juntos compitieron en la Word Wide Wrestling Federation, donde juntos ganaron el Campeonato en Parejas de los Estados Unidos de la WWWF, el 16 de mayo de 1963. También lucharon juntos en la Championship Wrestling From Florida donde ganaron dos veces la versión de Florida del NWA World Tag Team Championship. Además de competir en Estados Unidos, Murphy y Bernard fueron exitosos en Australia donde ganaron el IWA World Tag Team Championship en dos ocasiones durante 1966.

### Australia
Murphy se quedó en Australia, mientras que Bernard volvió a Estados Unidos. Murphy ganó diversos campeonatos en Australia en individuales y en parejas. En los próximos dos años tuvo dos reinados como IWA World Heavyweight Championship. También formó un equipo con Killer Kowalski juntos ganaron el IWA World Tag Team Championship en dos ocasiones derrotando a Bastien Rojo y Mario Milano las dos veces.
Murphy volvió a los Estados Unidos y se reunió nuevamente con Brute Bernard. Juntos trabajaron en la Jim Crockett Promotions. Si bien debutaron como un equipo Heel, se enfrentaron a otros equipos Heel en una serie de encuentros, se enfrentaron a parejas de luchadores tales como Swede Hanson acompañado de Rip Hawk y a los Anderson Brothers (Gene and Ole).
La mayoría de la carrera de Murphy se llevó a cabo en Australia. En 1968, tuvo dos reinados más como IWA World Tag Team Championship junto con Killer Karl Kox y Toru Tanaka. El 18 de noviembre de 1968, Murphy ganó el IWA World Heavyweight Championship. También compitió en Japón, en la All Japan Pro Wrestling donde ganó el AJPW All Asia Tag Team Championship junto con Klondike Bill. Su último campeonato lo ganó junto con Brute Bernard, el 5 de diciembre de 1969, juntos ganaron el IWA World Tag Team Championship.

### Muerte
El 23 de marzo de 1970, había una lucha prevista de Murphy junto con Brute Bernard para enfrentar a The Kentuckian y Mr. Wrestling. Antes del encuentro, Murphy fue encontrado muerto en su apartamento por su esposa. Su muerte se produjo debido a una sobredosis de pastillas de dormir, en un aparente suicidio. Le sobrevivieron su viuda y dos hijos. La muerte fue informada inicialmente como un ataque cardíaco.

## Campeonatos y logros
- All Japan Pro Wrestling
  - AJPW All Asia Tag Team Championship (1 vez) Junto con Klondike Bill.
- Championship Wrestling from Florida
  - NWA World Tag Team Championship (Florida Version) (2 veces), con Brute Bernard.
- Georgia Championship Wrestling
  - NWA Southern Heavyweight Championship (Georgia Version) (3 veces).
  - NWA International Tag Team Championship (Georgia Version) (1 vez) con Gypsy Joe
  - NWA Southern Tag Team Championship (Georgia Version) (1 vez) con Gypsy Joe
- World Championship Wrestling (Australia)
  - IWA World Heavyweight Championship (3 veces).
  - IWA World Tag Team Championship (9 veces) con Brute Bernard (5), Killer Kowalski (2), Killer Karl Kox (1) y Toru Tanaka (1).
- World Wide Wrestling Federation
  - WWWF United States Tag Team Championship (1 vez) con Brute Bernard